# Kokubunji
Kokubunji (国分寺市?) è una città giapponese conurbata in Tokyo.